# Limonateno
Limonateno är en ort i Mexiko.   Den ligger i kommunen Hueytamalco och delstaten Puebla, i den sydöstra delen av landet, 200 km öster om huvudstaden Mexico City. Limonateno ligger 829 meter över havet och antalet invånare är 272.
Terrängen runt Limonateno är huvudsakligen kuperad, men söderut är den bergig. Runt Limonateno är det ganska tätbefolkat, med 160 invånare per kvadratkilometer. Närmaste större samhälle är Teziutlan, 13,8 km sydväst om Limonateno. I omgivningarna runt Limonateno växer i huvudsak städsegrön lövskog.